# Nowaja Nikołajewka (obwód kurski)
Nowaja Nikołajewka (ros. Новая Николаевка) – wieś (ros. деревня, trb. dieriewnia) w zachodniej Rosji, w sielsowiecie niechajewskim rejonu rylskiego w obwodzie kurskim.

## Geografia
Miejscowość położona jest w dorzeczu Klewienia, 2 km od centrum administracyjnego sielsowietu niechajewskiego (Niechajewka), 23 km od centrum administracyjnego rejonu (Rylsk), 122 km od Kurska.

## Demografia
W 2010 r. miejscowość zamieszkiwało 98 osób.